# Пралківці
Пралківці (пол. Prałkowce) — розташоване на Закерзонні село в Польщі, у гміні Красичин Перемишльського повіту Підкарпатського воєводства.
Населення — 914 осіб (2011).

## Назва
У 1977-1981 рр. в ході кампанії ліквідації українських назв село називалося Надсанє (пол. Nadsanie).

## Географія
Село розташоване на відстані 5 кілометрів на схід від центру гміни села Красичина, 3 кілометри на захід від центру повіту міста Перемишля і 60 кілометрів на південний схід від центру воєводства — міста Ряшіва.

## Історія
Село існувало вже у давньоруську епоху, про що свідчать результати археологічних розкопок. Згадується в документі 1474р.

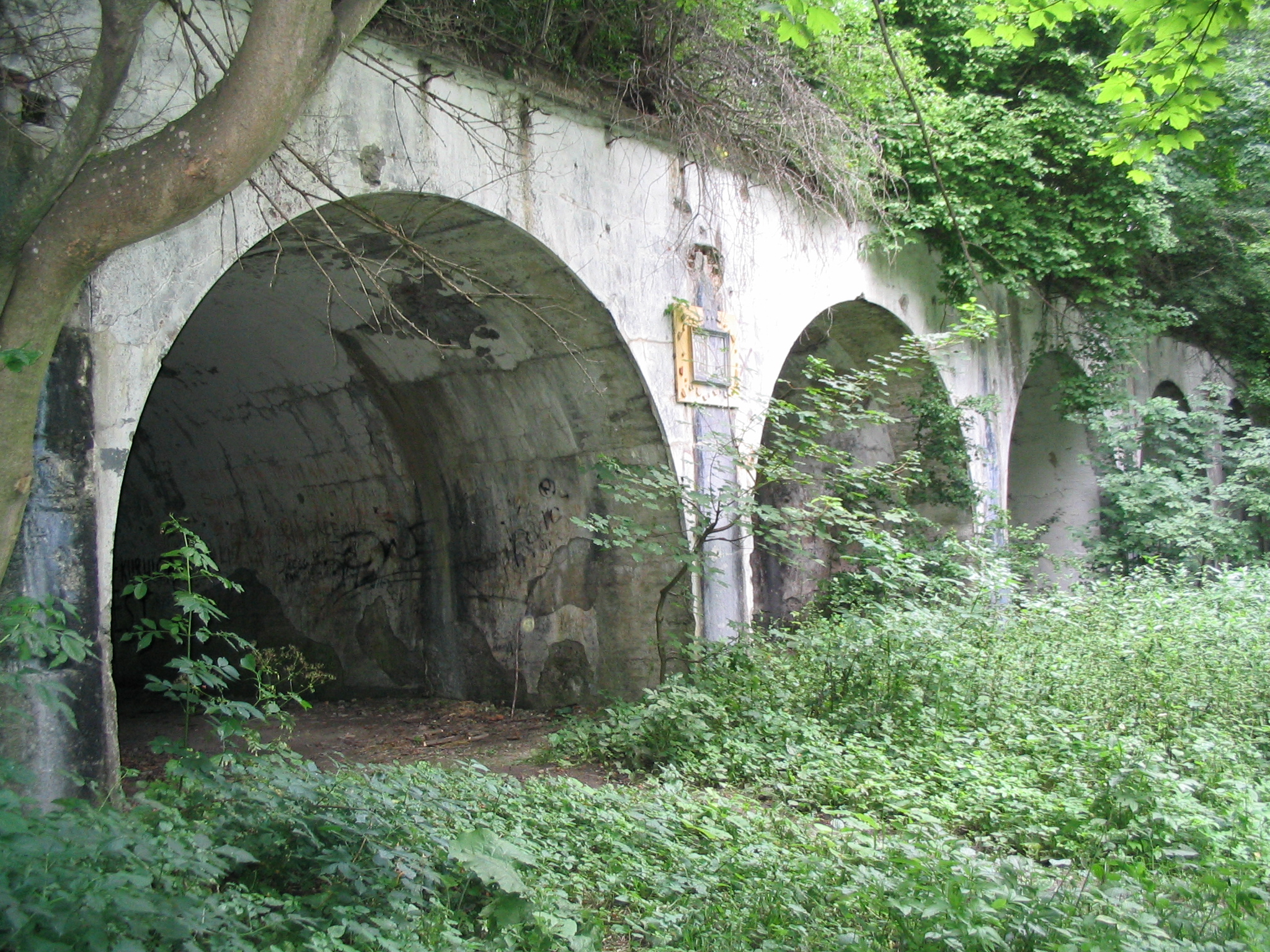
Форт GW VII «Пралківці»

У 1880 р. Пралківці належали до Перемишльського повіту Королівства Галичини та Володимирії Австро-Угорської імперії, у селі було 60 будинків і 376 жителів та 10 будинків і 90 мешканців на землях фільварку (285 греко-католиків, 155 римо-католиків і 26 юдеїв). Наприкінці XIX ст. в селі зведено фортифікаційні укріплення кільцевої оборони фортеці Перемишль — форт GW VII «Пралківці».
У 1921 р. в селі було 108 будинків і 606 мешканців (295 греко-католиків, 300 римо-католиків і 11 юдеїв).
У 1936 р. в селі налічувались 374 греко-католики.
У 1939 році в селі проживало 940 мешканців, з них 380 українців, 540 поляків, 20 євреїв. Село було центром ґміни Пралківці Перемишльського повіту Львівського воєводства.
Наприкінці вересня 1939 р. село зайняла Червона армія. 27.11.1939 постановою Президії Верховної Ради УРСР село у складі повіту включене до новоутвореної Дрогобицької області. В червні 1941, з початком Радянсько-німецької війни, село було окуповане німцями. В липні 1944 року радянські війська оволоділи селом, а в березні 1945 року село зі складу Дрогобицької області передано Польщі. Після Другої світової війни українців добровільно-примусово виселяли в СРСР. Решту українців у ході етнічної чистки під час проведення Операції «Вісла» було депортовано на понімецькі землі у західній та північній частині польської держави.
У 1975-1998 роках село належало до Перемишльського воєводства.

## Церква

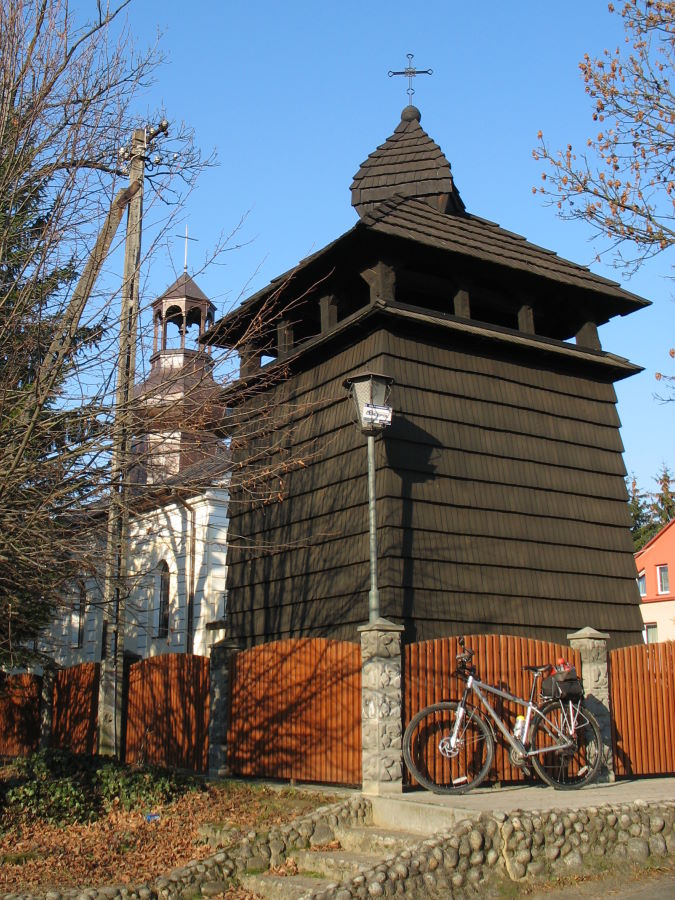
Дзвіниця

У 1842 р. на місці попередньої дерев’яної (згорілої в 1840 р.) українці збудували муровану греко-католицьку церкву Введення Пресвятої Богородиці. До їх депортації була парафіяльною церквою, яка належала до Перемиського деканату Перемишльської єпархії, надалі перетворена на костел.
Поруч стоїть дерев’яна дзвіниця XVI ст.

## Демографія
Демографічна структура станом на 31 березня 2011 року:
|          | Загалом | Допрацездатний вік | Працездатний вік | Постпрацездатний вік |
| -------- | ------- | ------------------ | ---------------- | -------------------- |
| Чоловіки | 442     | 96                 | 302              | 44                   |
| Жінки    | 472     | 97                 | 263              | 112                  |
| Разом    | 914     | 193                | 565              | 156                  |